# Phosphate d'ammonium
Le phosphate d'ammonium est un composé chimique de formule (NH4)3PO4. C'est un sel d'ammoniac NH3 et d'acide phosphorique H3PO4, constitué de cations ammonium NH4+ et d'anions phosphate PO43−. Il se forme à l'état de poudre cristalline lorsqu'on mélange deux solutions concentrées d'ammoniac et d'acide phosphorique :
3 NH3 + H3PO4 → (NH4)3PO4.
Il est soluble dans l'eau, et la solution aqueuse de phosphate d'ammonium libère de l'ammoniac lorsqu'on la chauffe.
Les autres sels d'ammoniac et d'acide phosphorique existent également : phosphate de diammonium (NH4)2HPO4 et phosphate de monoammonium NH4H2PO4. Ils peuvent être convertis l'un en l'autre avec le phosphate d'ammonium en ajoutant davantage d'ammoniac ou d'acide phosphorique selon les besoins.
Le phosphate d'ammonium est utilisé dans certains engrais comme source d'azote et de phosphore. Il est également employé comme retardateur de flamme dans la composition des thermoplastiques, celle des panneaux de particules bois (Agglo, Medium) et celle des retardants permettant aux pompiers de freiner l'avancée des flammes lors d'un incendie.

## Engrais
Le phosphore est l'un des trois éléments minéraux les plus importants pour les cultures (avec l'azote et le potassium). L'agriculture intensive doit l'importer et le distribuer aux plantes sous une forme bioassimilable et tant que possible non écotoxique (le phosphore est comme les nitrates un facteur d'eutrophisation voire de dystrophisation).
Les engrais chimiques phosphatés sont préparés à partir de l'acide phosphorique, qui peut comporter de nombreuses impuretés, dont certaines seront retrouvées dans l'engrais, et alors susceptibles de modifier sa qualité physicochimique, avec des effets sur sa ségrégation, sa granulation, sa dureté, sa facilité d'épandage et ses impacts écologiques et agronomiques.
Au milieu des années 2010, une équipe de chercheurs a utilisé l'intelligence artificielle pour mieux comprendre, modéliser et anticiper l'effet des impuretés de l'acide phosphorique utilisé sur la qualité physique finale des engrais (rendement de granulation et forme et taille des granulés, comportement dans l'environnement, devenir des impuretés…).

## Agent ignifugeant
Des enduits textiles polyuréthane (PU) ont de nombreux usages industriels. Ils posent deux problèmes : 
difficulté de fabrication car les isocyanates et polyisocyanates qui catalysent la fabrication du polyuréthane sont toxiques, hautement réactifs et très allergènes. 
Ces textiles sont ignifugés par des sels de phosphate d'ammonium, réputés non toxiques, mais ces sels intégrés dans les polyuréthanes provoquent une intumescence au feu, avec alors une migration des isocyanates et des sels de phosphore dans les polymères et dans l'eau (d'extinction d'incendies notamment). Une thèse a porté sur la possibilité de microencapsulation de l'agent ignifugeant (phosphate d’ammonium dispersé dans le polyol de microcapsules renfermant un diisocyanate liquide, pour in fine produire un polyuréthane ignifugé capable de protéger des textiles du feu).